# Epilobium pernitens
Epilobium pernitens är en dunörtsväxtart som beskrevs av Leonard C. Cockayne och Allan. Epilobium pernitens ingår i släktet dunörter, och familjen dunörtsväxter. Inga underarter finns listade i Catalogue of Life.